# زرقة رمية
الزُّرقة الرِّميَّة أو الكُمدة الجثية أو زرقة الموتى (Livor mortis) (باللاتينية: livor أي «اللون المُزرقّ» وmortis أي «الموت») أو الزُّرقة تالية الموت (postmortem lividity) (باللاتينية: postmortem أي «تالية الموت» وlividity أي «زُرقة»)أو ركود الدوران (hypostasis) (باليونانية: hupo تعني «تحت أو أسفل» وstasis تعني «وضع دائم»;) هي واحدة من علامات الموت. والزرقة الرمية هي استقرار الدم في الجزء السفلي (المتدلي) من الجسد وهو ما يؤدي إلى تبدل لون الجلد إلى اللون الأحمر الأرجواني: عندما يتوقف القلب عن ضخ الدم تغوص خلايا الدم الحمراء الثقيلة في المصل بفعل الجاذبية. وتتوقف كثافة اللون على مقدار الهيموجلوبين المُختزَل في الدم. ولا يحدث تبدل في اللون في أجزاء الجسم المتصلة بالأرض أو أي شيء آخر لأن الشعيرات الدموية تكون مضغوطة.
وعندما تسمح جدران الأوعية الدموية بالنفوذ بسبب تفككها يتسرب منها الدم ويغير من لون الأنسجة. وهذا هو سبب تثبيت ركود الدوران.

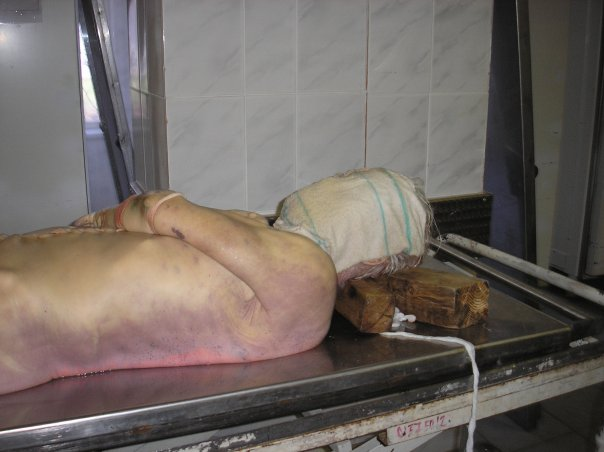
الزرقة الرمية في جثة إنسان.

قد يعتمد قضاة الوفيات في استنتاج الوقت التقريبي للوفاة عن طريق وجود الزرقة الرمية أو عدم وجودها. ووجود الزرقة الرمية دليل على أن الإنعاش القلبي الرئوي لن يجدِ نفعًا أو أن استمراره لن يغير من الأمر شيئًا. وقد يستفيد أيضًا المحققون الشرعيون من هذه العلامات في تحديد ما إذا كانت الجثة نُقلت من مكانها أم لا (فمثلاً العثور على الجثة مطروحة على وجهها مع ظهور التجميعات على ظهر المتوفى، قد يعني للمحققين أن الجسد كان في الأصل وجهه لأعلى).
وتبدأ الزرقة الرمية في الظهور بعد مرور عشرين دقيقة وحتى ثلاث ساعات من الوفاة ويتجمد في الشعيرات في غضون أربع أو خمس ساعات. وتصل الزرقة إلى أقصى درجاتها بعد 6 أو 12 ساعة. ويتجمع الدم في الخلايا الخلالية من جسم الإنسان.